# المنتخب في جمع المراثي والخطب (كتاب)

صورة لغلاف الکتاب لطبعة مؤسسة الأعلمي للمطبوعات

المنتخب في جمع المراثي والخطب هو كتاب من تأليف فخر الدين الطريحي، ويعرف باسم «منتخب الطريحي» كما يعرف باسم «الفخري». ويقسم الكتاب على عشرة مجالس وكل مجلس يقسم على ثلاثة أبواب. ويقول آقا بزرك الطهراني: